# FitzRoy Somerset
El mariscal de campo FitzRoy James Henry Somerset, 1.er barón Raglan, GCB, PC (30 de septiembre de 1788- 28 de junio de 1855), conocido antes de 1852 como lord FitzRoy Somerset, fue un militar británico. Fue el primer comandante en jefe británico en la Guerra de Crimea (1854) y durante las Guerras Napoleónicas, Somerset sirvió como secretario militar del duque de Wellington. Fue duramente criticado por sus estrategias durante la batalla de Balaclava. Su nombre fue dado al de la manga raglán, probablemente debido a la manera en que adaptaba su abrigo en el lado del brazo que le fue amputado en la batalla de Waterloo.

## Primeros años
FitzRoy era el octavo y más joven de los hijos de Henry Somerset, 5.º duque de Beaufort, y Elizabeth Boscawen, hija del almirante Edward Boscawen. Su hermano mayor, el general lord Edward Somerset (1776-1842), se distinguió como jefe de la brigada Household Cavalry durante la batalla de Waterloo. Lord FitzRoy Somerset se educó en la Westminster School y entró al ejército en 1804. En 1807 era agregado militar en la embajada británica en Turquía, y el mismo año fue elegido para servir en el estado mayor de Arthur Wellesley, el futuro duque de Wellington, en su expedición a Copenhague. Al año siguiente, y aún en el mismo puesto, acompañó al mismo general a Portugal, y se mantuvo a su lado durante toda la Guerra de la Independencia Española, primero como ayudante de campo y luego como secretario militar.

## Carrera militar anterior a Crimea
Durante su servicio en la Guerras Napoleónicas, fue herido en la batalla de Buçaco y ascendido a mayor en funciones tras la batalla de Fuentes de Oñoro; en el sitio de Ciudad Rodrigo formaba parte como voluntario de la fuerza de asalto, compuesta principalmente por miembros del 52.º Regimiento de Infantería, y se distinguió especialmente en el asalto a Badajoz, en el que se le acredita el haber sido el primero en alcanzar la brecha en los muros de la ciudad, así como el asegurar una de las puertas antes de que los franceses consiguieran reaccionar y organizar una defensa. El 6 de agosto de 1814 contrajo matrimonio con lady Emily Harriet Wellesley-Pole, hija de sir William Wellesley-Pole, 3.er conde de Mornington, y sobrina del Duque de Wellington. Durante el corto periodo de reinado de la Casa de Borbón entre 1814 y 1815 fue secretario de la embajada británica en París. Al iniciarse de nuevo la guerra, volvió a entrar en campaña en su puesto de ayudante de campo y secretario militar del duque de Wellington.
Al igual que su hermano, también estuvo presente en la batalla de Waterloo, en la que resultó herido y tuvo que serle amputado el brazo derecho. Sin embargo, pronto aprendió a escribir con la mano izquierda, y al concluir la guerra se reincorporó a sus funciones como secretario de la embajada en París. De 1818 a 1820, y de nuevo en el periodo 1826-1829, participó en la Cámara de los Comunes del Reino Unido como miembro electo por Truro y St Austell. En 1819 fue nombrado secretario personal del duque de Wellington, a la sazón nombrado General Superior de la Artillería. Desde 1827 hasta la muerte del duque en 1852 fue su secretario militar como Comandante en Jefe del ejército. Luego, fue a su vez nombrado General Superior de la Artillería, miembro del Consejo Privado del Reino Unido (16 de octubre de 1852) y barón Raglan (20 de octubre del mismo año).

## Actuación en Crimea y muerte
En 1854 fue nombrado general y recibió el mando de las tropas británicas enviadas a Crimea en cooperación con un potente ejército francés, liderado primero por el mariscal imperial Jacques Leroy de Saint Arnaud y posteriormente, y hasta mayo de 1855, por el mariscal François Certain Canrobert. La experiencia diplomática de Raglan sin duda le ayudó a mantener bajo control las complicadas relaciones con los generales y almirantes británicos, franceses y turcos asociados a su mando; sin embargo, la dura campaña invernal de la guerra de Crimea demostró que el cargo de General y el mando supremo del ejército británico en la zona le venían muy grandes. Lord Raglan, a pesar de su acreditado valor, no había pasado en toda su carrera de ser ayudante y secretario de uno de los mejores militares de su época, y pronto quedaría claro que la ciencia militar no es algo que se transmita por simple contacto.

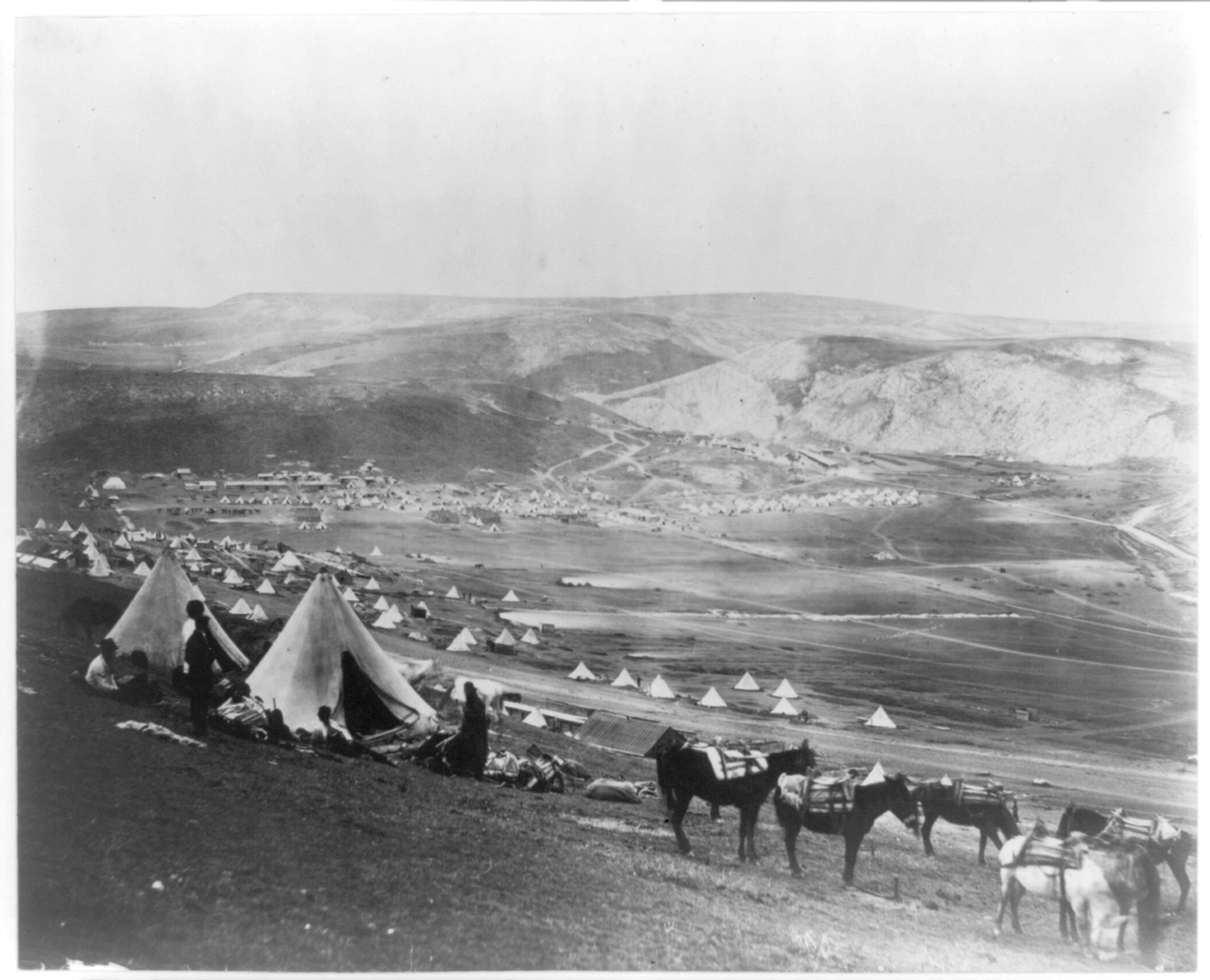
Campamento de caballería cerca de Balaclava.

Lord Raglan y su estado mayor fueron acusados en su época por la prensa y el gobierno de ser los culpables de las dificultades y sufrimientos de los soldados británicos en el terrible invierno de Crimea anterior al Sitio de Sebastopol, a causa principalmente de la falta de comida y ropa adecuadas. Lord Raglan era culpable no solo de presentar la situación de forma demasiado sanguínea, sino de rehusar comprar madera al Imperio otomano con la que cubrir el suelo de las tiendas de campaña británicas (lo que obligó a las tropas a vivir en un cenagal permanente), así como leña para usar en las hogueras (con lo que además del barro, los soldados tuvieron que lidiar con el frío glacial). Durante ese invierno de pesadilla, el ejército británico desplegado en Crimea tuvo un total de 23 000 hombres de baja por enfermedad, quedando solo 9000 aptos para el servicio.
Posteriormente, se sugirió que la principal negligencia estuvo en las autoridades superiores en Gran Bretaña, y ciertamente el pésimo apoyo logístico prestado desde Inglaterra sin duda empeoró una situación ya de por sí lamentable. Sin embargo, la causa principal de los problemas en la zona se ha considerado desde siempre que fue la incompetencia del mando británico en la zona.
Además, su fracaso continuado en dar órdenes coherentes o a tiempo en el campo de batalla produjo numerosos errores, y su ignorancia ciega de la rivalidad creciente entre lord Lucan y lord Cardigan acabaría teniendo trágicas consecuencias durante la batalla de Balaclava, en la tristemente famosa carga de la Brigada Ligera. Tanto en la mencionada batalla como en Inkerman, lord Raglan mostró una completa falta de cualquier conocimiento táctico, enviando pequeñas unidades británicas a enfrentarse con contingentes rusos mucho mayores, lo que resultó en numerosas ocasiones en la total destrucción de la fuerza británica. A pesar del rosario de muestras de incompetencia por su parte, la batalla finalmente acabó en una victoria aliada, y lord Raglan fue ascendido a mariscal de campo.
A pesar de su inadecuación para el cargo que desempeñaba, lord Raglan no era ni mucho menos un arribista que solo se preocupara de su propio beneficio. Durante el invierno de 1854-1855, el sufrimiento del que tuvo que ser testigo por parte de sus hombres, las recriminaciones que tuvo que soportar y todas las ansiedades propias del asedio y la vida en campaña minaron de forma alarmante su salud, y aunque contó con un buen amigo y ardiente defensor en la persona de su nuevo colega francés, el general Pélissier, el fracaso del asalto del 18 de junio de 1855 fue la gota que colmó el vaso de su maltrecho espíritu, y muy poco después murió de disentería. Su cuerpo fue trasladado de vuelta a casa, y enterrado en Badminton, Gloucestershire. Sus familiares donaron su espada al Museo Nacional del Ejército de Londres.